# ميشة دة سفلي
ميشة دة سفلي هي قرية في مقاطعة بيرانشهر، إيران. عدد سكان هذه القرية هو 398 في سنة 2006.